# Salmijärvet (Pajala socken, Norrbotten, 754196-179948)
Salmijärvet är en sjö i Pajala kommun i Norrbotten och ingår i Torneälvens huvudavrinningsområde.